# Jozef Levický
Jozef Levický (* 15. listopadu 1942 Zlaté Moravce) je bývalý slovenský fotbalový útočník a československý reprezentant.

## Fotbalová kariéra
V československé reprezentaci odehrál roku 1967 jedno utkání, 4x nastoupil v reprezentačním B-mužstvu (3 góly) a dvakrát v juniorských výběrech. Hrál za Inter Bratislava (1961–1978), Slovan Vídeň (1978–1979) a Calex Zlaté Moravce (1979–1982). V československé lize odehrál 344 utkání a vstřelil 100 branek, takže je členem prestižního Klubu ligových kanonýrů. V Malé encyklopedii fotbalu z roku 1984 ho autoři charakterizovali slovy: "Nenápadný útočník dlouhodobě nadprůměrné výkonnosti. Ani jeden ze svých ligových gólů nevstřelil z pokutového kopu." V Poháru UEFA nastoupil v 7 utkáních a dal 3 góly.

## Ligová bilance
| Ročník                                   | Zápasy | Góly | Klub                |
| ---------------------------------------- | ------ | ---- | ------------------- |
| 1. československá fotbalová liga 1963/64 | 9      | 6    | Slovnaft Bratislava |
| 1. československá fotbalová liga 1964/65 | 18     | 7    | Slovnaft Bratislava |
| 1. československá fotbalová liga 1965/66 | 22     | 6    | Inter Bratislava    |
| 1. československá fotbalová liga 1966/67 | 26     | 7    | Inter Bratislava    |
| 1. československá fotbalová liga 1967/68 | 23     | 6    | Inter Bratislava    |
| 1. československá fotbalová liga 1968/69 | 26     | 6    | Inter Bratislava    |
| 1. československá fotbalová liga 1969/70 | 28     | 8    | Inter Bratislava    |
| 1. československá fotbalová liga 1970/71 | 29     | 6    | Inter Bratislava    |
| 1. československá fotbalová liga 1971/72 | 28     | 6    | Inter Bratislava    |
| 2. československá fotbalová liga 1972/73 | –      | –    | Inter Bratislava    |
| 1. československá fotbalová liga 1973/74 | 29     | 11   | Inter Bratislava    |
| 1. československá fotbalová liga 1974/75 | 30     | 10   | Inter Bratislava    |
| 1. československá fotbalová liga 1975/76 | 28     | 8    | Inter Bratislava    |
| 1. československá fotbalová liga 1976/77 | 22     | 8    | Inter Bratislava    |
| 1. československá fotbalová liga 1977/78 | 26     | 5    | Inter Bratislava    |
| CELKEM I. LIGA                           | 344    | 100  |                     |